# 제인 브레넌
제인 브레넌(Jane Brennan)은 배우이다.
아일랜드섬에서 태어났다.

## 출연 작품
- 브루클린 (2016년) - 메리 라시 역
- 데스 오브 어 슈퍼히어로 (2011년)
- Perrier's Bounty (2009)
- 인터미션 (2003년)
- 베로니카 게린 (2003년)

### 텔레비전
- 튜더스 (2008-10) - 레이디 마거릿 브라이언 역